# Пшемислав Мацежинський
Пшемислав Мацєжинський (пол. Przemysław Macierzyński; нар. 11 лютого 1999, Любсько, Польща) — польський футболіст, нападник футбольної команди «Лехія» з міста Гданськ.